# Jornal telefônico

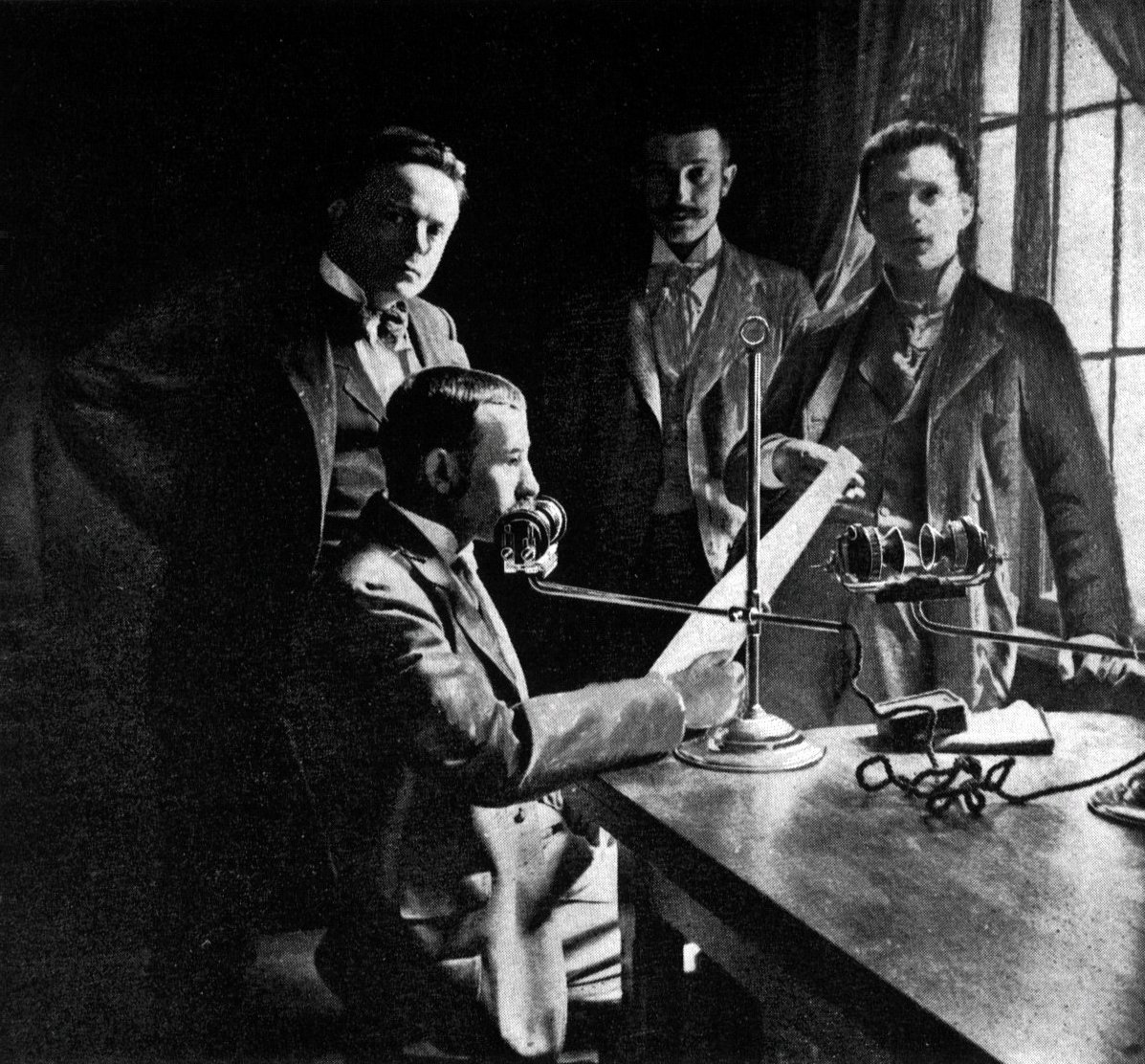
Locutor do Telefon Hírmondó lendo as notícias do dia em 1901.

Os jornais telefônicos, introduzidos na década de 1890, transmitiam notícias e entretenimento a assinantes através de linhas telefônicas. Constituíram-se assim no primeiro exemplo de radiodifusão eletrônica, embora poucos deles tenham sido criados, a maioria em cidades europeias. Tais sistemas eram anteriores ao desenvolvimento, na década de 1920, da transmissão radiofônica. Todos vieram a se extinguir com o advento das emissoras de rádio, uma vez que os sinais de rádio podiam cobrir áreas muito maiores, com maior qualidade de áudio, sem os altos custos de implantação da infraestrutura de uma rede telefônica.

## História

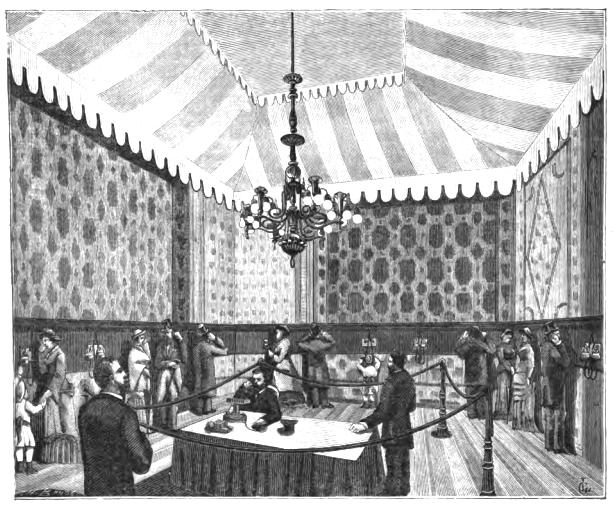
Sala destinada à audição dos programas na Exposição Internacional de Eletricidade de Paris em 1881.

A introdução do telefone em meados da década de 1870 incluiu várias demonstrações de seu uso através da transmissão de concertos musicais a várias distâncias. Em um destes exemplos, Clément Ader preparou uma sala  a listening room at the Exposição Internacional de Eletricidade de 1881 em Paris, na qual os frequentadores poderiam ouvir às apresentações, com som estereofônico, realizadas na Ópera de Paris.  O conceito também foi mencionado no romance utópico de Edward Bellamy, Looking Backward: 2000-1887, de 1888, que previa entretenimento em áudio enviado através das linhas telefônicas às residências.
Às demonstrações iniciais seguiu-se o desenvolvimento de serviços organizados de transmissão de notícias e entretenimento, coletivamente denominados "jornais telefônicos". Entretanto, as capacidades da tecnologia da época — a amplificação por válvulas não se tornaria viável até a década de 1920 — significava que havia poucos meios para amplificar e difundir os sinais telefônicos a múltiplas destinações por longas distâncias, fazendo com que as áreas de cobertura em geral se restringissem a uma única localidade e que em muitos casos os usuários do serviço necessitassem de fones de ouvido para escutar a programação.
Nessa época, os telefones eram frequentemente muito caros, quase itens de luxo, de modo que os assinantes situavam-se quase sempre nos estratos mais altos da sociedade. A expansão e a manutenção do sistema em geral se davam pela cobrança de taxas, inclusive de assinaturas mensais para os usuários, havendo também lugares de acesso público, tais como entradas de hotéis, que usavam receptores a ficha, com o uso de sistemas pagos por moedas, que permitiam o uso de curtos períodos de audição após pagamento. Alguns sistemas também tinham a publicidade paga como fonte de receita.
Enquanto alguns dos sistemas, tais como o Telefon Hírmondó, construíram e mantinham suas próprias linhas de transmissão de sentido único, outros, dentre eles o Electrophone, usavam as linhas telefônicas convencionais, que permitiam aos assinantes solicitar aos operadores informações e a escolha da programação desejada. A programação em geral originava-se dos próprios estúdios do sistema, embora também houvesse em vários casos a retransmissão de programação externa, tais como conteúdo teatral e serviços religiosos, onde linhas telefônicas dedicadas traziam o conteúdo ao equipamento de distribuição. Em dois casos, o Telefon Hírmondó e o Araldo Telefonico, os sistemas posteriormente vieram a retransmitir o conteúdo de emissoras de rádio.